# Meurtres de Cheshire
Les meurtres de Cheshire sont des crimes commis le 23 juillet 2007 dans la ville de Cheshire, dans le Connecticut. Les coupables furent arrêtés presque immédiatement sur les lieux du crime.

## Faits
Le soir du 22 juillet 2007, Jennifer Hawkes-Petit (48 ans), épouse du Dr William Petit (endocrinologue), accompagnée de sa fille Michaella (11 ans) alla à une épicerie Stop & Shop locale dans le Cheshire (Connecticut) afin de faire des courses pour le repas familial qu'elle avait l'intention de préparer. Durant leurs courses, Joshua Komisarjevsky les remarqua et les suivit jusque chez elles. Les procureurs diront au procès que Joshua était alors motivé par l'argent et Michaella, qu'il violera ensuite.
Après les avoir suivies, il échangea des textos avec son complice Steven Hayes sur leur projet de cambrioler la demeure des Petit, de les saucissonner puis de fuir dans l'obscurité de la nuit sans faire de mal à la famille. Cependant, ils changèrent de plan.
Le 23 au matin, Komisarjevski frappa M. Petit avec une batte de baseball trouvée dans le jardin puis l'emmena dans la cave sous la menace d'une arme ; la mère et ses deux enfants furent alors attachées et enfermées dans leur chambres respectives et la maison dépouillée.
Non satisfaits de leur butin, M. Hayes acheta deux bidons d'essence puis conduisit Haykes-Petit à la banque, où il la força à retirer 15 000 US$ sur sa ligne de crédit à l'ouverture de la banque puis la ramena chez elle. Le caissier, suspicieux après avoir communiqué avec elle, appela le 911, et la police encercla la demeure des Petit.
Chez les Petit, Komisarjevsky viola Michaella en la filmant avec son portable afin de faire chanter son père le cas échéant puis incita son complice à faire de même sur Haykes-Petit ; pendant ce temps le Dr Petit parvint à se détacher et alla chez un voisin chercher de l'aide.
S'en étant aperçu, Komisarjevski prévint Hayes, qui était encore en train de violer sa victime ; il l'étrangla alors puis aspergea son corps ainsi que le reste de la maison d'essence et enfin alluma le feu ; les deux filles, attachées à leurs lits, moururent intoxiquées par la fumée.
Les coupables s’emparèrent de la voiture de leurs victimes, s'enfuirent mais furent arrêtés par la police après un pâté d'immeubles.

## Victimes

### Jennifer Hawke-Petit
Jennifer Lynn Hawke-Petit (née Haykes le 26 septembre 1958 à Morristown (New Jersey)), fille du Rev. Richard Hawke et de Marybelle Hawke, reçut son diplôme d'infirmière de la Sharon School of Nursing située à Sharon (Pennsylvanie) puis travailla au service d'oncologie pédiatrique au Children's Hospital of Pittsburg où elle rencontra le Dr Petit; ils se marièrent le 13 avril 1985
Elle travailla alors comme infirmière scolaire au Cheshire Academy, un internat privé, où elle fut populaire parmi les élèves, qui en 2005 lui dédicacèrent leur livre de photos et la soutinrent lorsqu'en 1999 elle fut diagnostiquée comme étant atteinte de la sclérose en plaques.
Elle donna naissance à Hayley Elizabeth (15 octobre 1989) puis à Michaela Rose (17 novembre 1995).
Elle mourut étranglée par Steven Hayes.

### Hayley Petit et Michaela Petit
Hayley Elizabeth Petit (15 octobre 1989) est la fille ainée du couple Petit.
Elle était censé aller à l'université Darmouth en septembre.
Elle était considérée comme une excellente élève et athlète et fonda la fondation Hayley’s Hope, fondation destinée à financer la recherche sur la sclérose en plaques.
Michaela Rose Petit (17 novembre 1995) est la fille cadette du couple Petit.
Elle était considérée, elle aussi, comme une excellente athlète et musicienne et prévoyait de reprendre la fondation fondée par sa grande sœur.
Elles moururent toutes deux étouffées par les fumées de l'incendie.

### William Petit
William Petit Jr. (né en 1960), endocrinologue. fils de William A. Petit Sr.
En troisième année d'études de médecine, en 1985, il rencontra Mlle Jennifer Haykes, alors nouvelle infirmière, qu'il épousa. Il est le seul survivant de la famille Petit.
Il a abandonné son occupation médicale depuis les meurtres pour se consacrer à plein temps à la fondation qu'il a fondée; c'est d'ailleurs à l'occasion d'activités de cette fondation qu'il rencontra sa seconde épouse Christine Paluf avec qui il a eu un fils, William.

## Répercussions

### Société
Ce meurtre choqua grandement le Connecticut ainsi que le reste des États-Unis de par sa brutalité ainsi que par le théâtre[incompréhensible], qui était un suburb situé dans une petite ville où la criminalité était loin de celle du centre-ville.
Le 5 juin 2009, Mme la gouverneure républicaine Jodi Rell apposa son véto à un projet de loi abolissant la peine de mort au Connecticut en citant explicitement ces meurtres et le 8 novembre 2010 émit un communiqué exprimant sa satisfaction face à la recommandation du jury en faveur de la peine de mort pour Hayes.
Le 25 avril 2012 la loi votée par l'Assemblée générale du Connecticut portant abolition de la peine de mort sans la rendre rétroactive pour tenir compte de Hayes et Komisarjevsky fut signée par le gouverneur démocrate Dan Malloy,.
Parallèlement il y eut diverses démonstrations de sympathie envers les Petit tel qu'un marathon ou un allumage de masse de plus de 130 000 lanternes.

### Procès

#### Steven Hayes
Steven Joseph Hayes (né le 30 mai 1960)
Son frère cadet, Matthew Hayes, le décrivit dans une lettre envoyée au parquet comme ayant été un manipulateur qui le faisait recevoir des punitions pour ses méfaits à sa place dans sa jeunesse .
Il commença à boire à onze ans.
À seize ans il subit sa première condamnation.
Adulte, il se spécialisa dans le vol par effraction dans des voitures et consommait régulièrement du crack ; il rencontra d'ailleurs Komisarjevsky dans un centre de désintoxication et planifia avec lui plusieurs cambriolages afin de se procurer de l'argent, ayant été lui expulsé de chez sa mère un mois auparavant et devant avoir un logement fixe de par les conditions de sa libération conditionnelle.
Alors qu'il était détenu au quartier des condamnés à mort, il s'inventa un passif de tueur en série ayant assassiné dix-sept jeunes femmes puis collectionné leur tennis afin d'obtenir des huitres, auxquelles il est allergique, afin de les consommer.
Il a une fille, Alicia, qui s'est exprimée dans les médias.
Le 5 octobre 2010 le jury le déclara coupable de 16 des 17 chefs d’accusations, dont tous les chefs d'accusation de crimes capitaux, et recommanda la peine capitale le 8 novembre 2010; le juge Jon C. Blue prononça la peine de mort à l'encontre de Hayes le 2 décembre 2010,.

#### Joshua Komisarjevsky
Joshua A. Komisarjevsky (né le 10 août 1980) a été adopté par June, bibliothécaire, et Ben Komisarjevsky, fils du dramaturge Theodore Komisarjevsky (en). Il a grandi à Cheshire.
Après plusieurs problèmes avec des enseignants, sa mère adoptive l'instruisit à la maison à partir de l'équivalent de la classe de CM2.
Entre ses quatre ans et ses six ans, il fut violé par Scott Reetz, que sa famille abritait en tant que famille d'accueil; les Komisarjevsky refusèrent de lui obtenir une thérapie, préférant se fier à la prière.
Il commit alors plusieurs cambriolages nocturnes dans des demeures, avec une prédilection pour celles occupées par leur résidents.
À l'âge de douze ans, il commit sa première infraction en volant une voiture.
À quatorze ans il apprit qu'il a été adopté ; parallèlement son grand-beau-père mourut et il fut de nouveau violé par un ami proche. 
À vingt-et-un ans il mit enceinte Jennifer Norton, sa petite amie de quinze ans, de leur fille Jayda et à vingt-et-six sortit avec une jeune fille de dix-sept ans.
L'année suivante, en 2002, il fut condamné, pour une série de cambriolages nocturnes, et après avoir été qualifié de "prédateur froid [et] calculateur" par le juge, qui néanmoins nota qu'il était soutenu par sa famille, à neuf ans de prison suivies de six années de surveillance.
Il rencontra son complice Hayes dans un centre de désintoxication.
Le procès débuta le 19 septembre 2010 et le 13 octobre 2011 il fut reconnu coupable par le jury de tous les 17 chefs d'accusation. La peine capitale fut recommandée par le jury le 9 décembre 2011 et prononcée le 27 janvier 2012 par le même juge que pour Hayes.
Durant le procès, son avocat tenta de faire témoigner sa fille, à l'époque des meurtres âgée de 5 ans et dont il avait obtenu la garde un mois auparavant, durant la phase de détermination de la peine où l'on détermine l'existence de circonstances atténuantes et aggravantes et à la suite du témoignage de sa tante Carli et sa sœur Naomi, afin de démontrer que la fille souffrirait grandement d'une éventuelle condamnation à mort.

## Dans la fiction
- De sang-froid (1965), écrit par Truman Capote à propos d'une autre affaire similaire